# Eugenio Bustingorri Oiz
Eugenio Bustingorri Oiz, nascut el 28 de desembre de 1963 a Zulueta (Navarra), és un exfutbolista navarrès.
Debuta en Primera divisió el 23 de gener de 1983 amb la samarreta rojilla davant el València CF. Ha estat els 12 anys de la seva carrera esportiva en l'equip navarrès, excepte una temporada que va jugar en l'Atlètic de Madrid.
En 1991 va portar a Osasuna a la Copa de la UEFA en guanyar 0-1 al RCD Espanyol, per segon any consecutiu i acabant en la quarta posada de la lliga. Eixe mateix any va aconseguir ficar-se en les semifinals de la Copa de la UEFA.

## Trajectòria
- Osasuna (1982 - 1989)
- Atlètic de Madrid (1989 - 1990)
- Osasuna (1991-1994)
- CD Izarra (1994-1995)